# Burgasbus

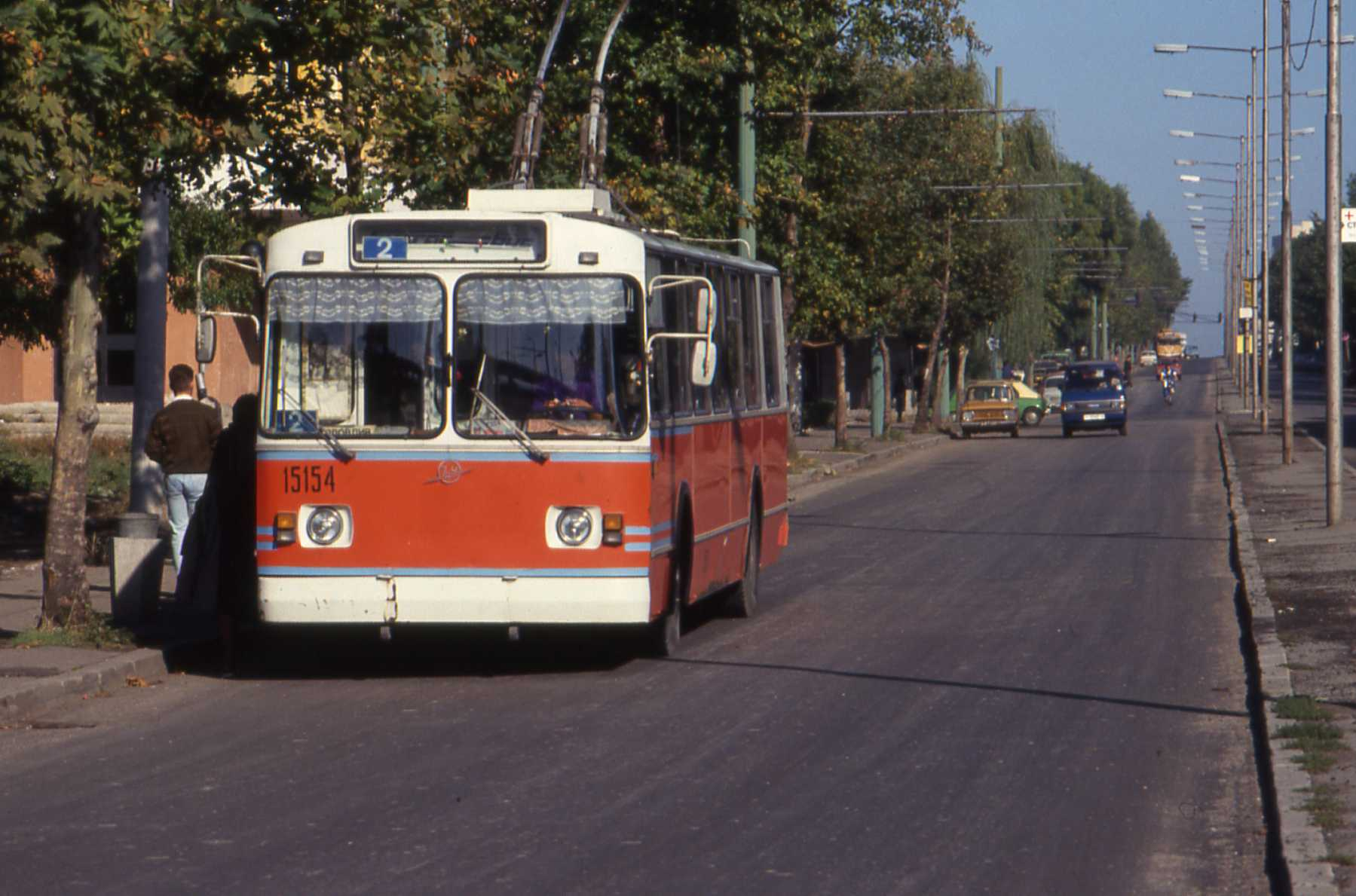
Ein ZiU-9-Oberleitungsbus von Burgasbus

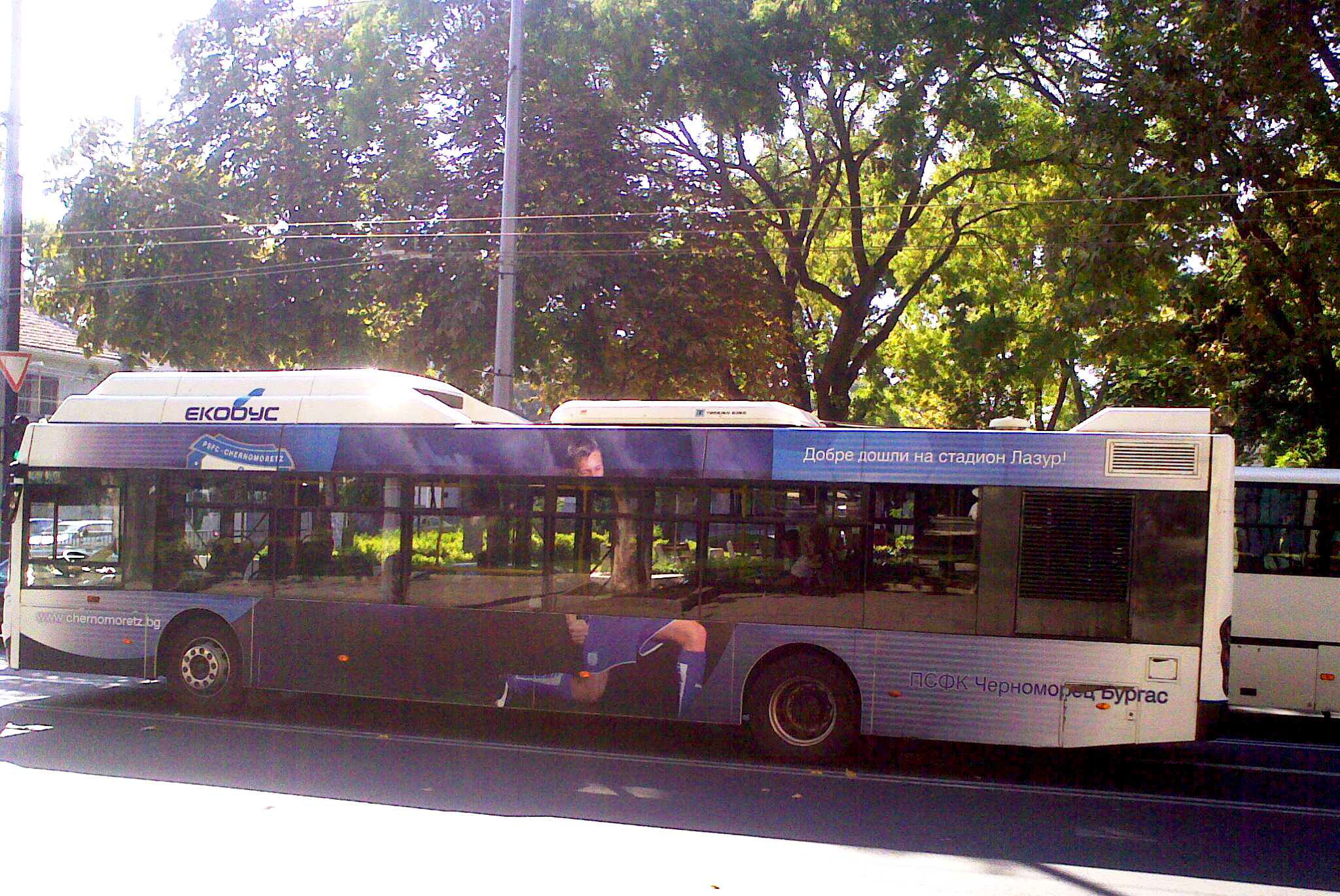
Ein TEDOM C12G von Burgasbus

Burgasbus (bulgarisch БургасБус) ist das größte Verkehrsunternehmen der südostbulgarischen Stadt Burgas und der Provinz Burgas.
Er betreibt zwei Oberleitungsbus- sowie einen Großteil der Autobuslinien in der Gemeinde Burgas und der Provinz und befindet sich in öffentlicher Hand. Darüber hinaus unterhält er den Linienbusverkehr in mehrere Nachbargemeinden, sowie zwischen deren Hauptorten und Burgas. Regionalbusse von Burgasbus fahren außerdem regelmäßig nach Warna, Jambol, Russe und Elchowo. Derzeitiger Vorstandsvorsitzender ist Petko Dragnew (Juli 2011).

## Kennzahlen
Burgasbus wurde 1991 als Nachfolger der Öffentlichen Nahverkehrsgesellschaft Burgas gegründet, die von 1947 bis 1991 existierte. Das Unternehmen betreibt 59 Autobus- und zwei Oberleitungsbuslinien. Die Gesellschaft betreibt auch die beiden Busbahnhöfe in Burgas. Der Busbahnhof Süd befindet sich neben dem Hauptbahnhof und dem Hafen der Stadt. Der Busbahnhof West befindet sich am Alten Bahnhof im Stadtviertel Wasraschdane. Burgasbus hat über 850 Angestellte. Vereinzelt werden noch Schaffner zum Fahrkartenverkauf eingesetzt.
2005 wurden zwölf gebrauchte Autobusse aus den Niederlanden gekauft. Die 2007 gewählte Stadtverwaltung fördert den Betrieb von Burgasbus, seither konnte Burgasbus seinen Fuhrpark ausbauen. Zurzeit (Stand 2011) besitzt der Betrieb etwa 200 Busse und Oberleitungsbusse. 2008 wurden zusätzliche 20 gebrauchte Autobusse, zehn gebrauchte Oberleitungsbusse und zehn neue TEDOM-Busse gekauft. Seit 2010 findet mit Unterstützung des europäischen Programms Jaspers ein Ausbau des Stadtlinienverkehrs und die Erneuerung des gesamten Fuhrparks statt. Das Projekt zum integrierten Ausbau des öffentlichen Verkehrs wird durch eine EU-Unterstützung in Höhe von 70 Millionen Euro finanziert.
2010 erwirtschaftete das Unternehmen einen Umsatz von circa 20.350.000 Lewa, 2009 waren es circa 20.542.000 Lewa.

## Linien
Burgasbus betreibt innerhalb von Burgas die Autobuslinien 4, 5, 7, 8, 9, 12, 12A, 13, 15, 16, 17, 18, 18A, 25, 30, 32, 61, 62, 101, 121 und 211 sowie die Oberleitungsbuslinien T1 und T2 („T“ steht für Trolleybus; bulgarisch: тролейбус). Das Unternehmen bedient damit alle Stadtteile und Vororte von Burgas sowie fast jeden Ort in der Oblast Burgas.

## Fahrzeuge

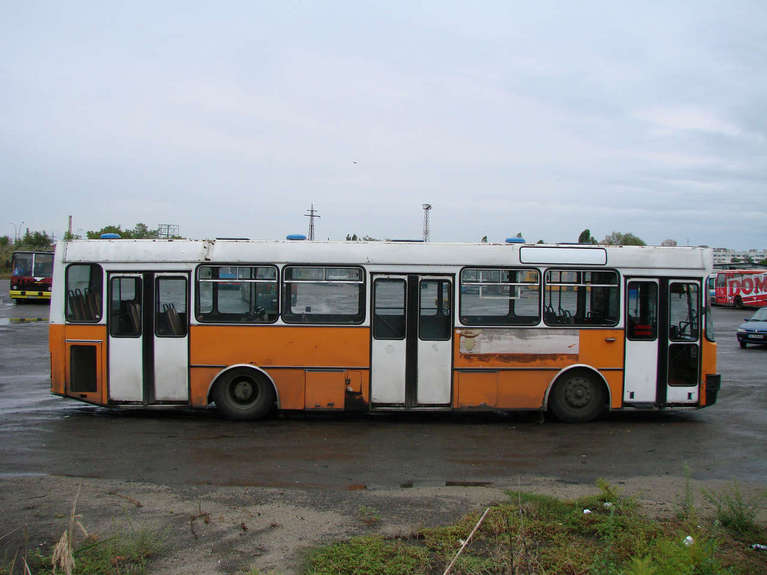
Ein Tschawdar 120 von Burgasbus

Burgasbus benutzt im Stadtnetz folgende Autobustypen: MAN SG, MAN NG, MAN NL, Mercedes-Benz O 405N, Mercedes-Benz 0 405G, Mercedes-Benz O 345 Conecto, NEOPLAN N4015,  Setra SG219, TEDOM C12G, Solaris Urbino 18, Solaris Urbino 12. Der Typ Tschawdar 120 ist dabei zum Symbol des Straßenbildes von Burgas geworden. Die 20 Autobusse dieses Typs von Burgasbus sind die einzigen, die hergestellt wurden.

## Decommissioned
Tschawdar 141, Tschawdar 120, NEOPLAN N4021NF, Neoplan N116 Cityliner, Ikarus 280, Ikarus 260.